# 3156 Еллінґтон
3156 Еллінґтон (3156 Ellington) — астероїд головного поясу, відкритий 15 березня 1953 року.
Тіссеранів параметр щодо Юпітера — 3,219.